# Next Manga Awards
Les Next Manga Awards (次にくるマンガ大賞, Tsugini kuru manga taishō, litt. « Prix du manga à venir ») sont un prix du manga annuel fondé sur un vote des lecteurs organisé conjointement par le site niconico et le magazine Da Vinci de Kadokawa Corporation. Il est divisé en deux catégories : une pour les mangas papier et une pour les mangas web.

## Fonctionnement
Le prix est créé le 6 octobre 2014 en tant que projet coparrainé par niconico et le magazine Da Vinci dans le but de faire découvrir et d'introduire les futurs mangas populaires plutôt que ceux qui ont déjà du succès. Le prix est séparé en deux catégories, initialement nommées « Catégorie manga papier qu'on espère voir bien se vendre dans le futur » (これから売れてほしいマンガ部門, Korekara urete hoshī manga bumon) et « Catégorie manga web qu'on espère voir paraître au format papier » (本にして欲しいWebマンガ部門, Hon ni shite hoshī webu manga bumon), puis renommées respectivement Catégorie manga papier (コミックス部門, Komikkusu bumon) et Catégorie manga web (Webu manga bumon) à partir de la deuxième édition. Le service éditorial de da Vinci sélectionne les œuvres sur la chaîne officielle Next Manga Awards sur niconico. Les utilisateurs votent ensuite parmi les œuvres pré sélectionnées sur niconico pour déterminer le classement de chaque catégorie.
Pour qu'une série soit éligible, elle doit être en cours de sérialisation et avoir moins de cinq volumes publiés ou avoir commencé sa sérialisation après le 1er janvier de l'année en cours.
| Édition | Titres sélectionnés | Nombre de votes | refs   |
| ------- | ------------------- | --------------- | ------ |
| 2015    | 867                 | 27 692          | ,      |
| 2016    | 1 681               | 73 602          | ,      |
| 2017    | 2 140               | 154 060         | ,      |
| 2018    | 3 711               | 308 654         | [ 6 ]  |
| 2019    | 4 222               | 279 250         | [ 8 ]  |
| 2020    | 4 768               | 329 713         | [ 9 ]  |
| 2021    | 3 582               | 510 000         | [ 10 ] |
| 2022    | 4 787               | 460 000         | [ 11 ] |

## Classements

### 2015 - 2017
| Rang  | Catégorie manga papier                                                  | Catégorie manga web                                                               |
| 2015, | 2015,                                                                   | 2015,                                                                             |
| ----- | ----------------------------------------------------------------------- | --------------------------------------------------------------------------------- |
| 1     | My Hero Academia                                                        | Otaku Otaku                                                                       |
| 2     | The Ancient Magus Bride                                                 | ウッドブック (Uddo bukku)                                                         |
| 3     | Isobe Isobē monogatari ~ukiyo wa tsurai yo~ (en)                        | Love and Lies                                                                     |
| 4     | Nietzsche sensei ~konbini ni, satori sedai no shinjin ga maiorita~ (en) | 九十九の満月 (Tsukumo no mangetsu)                                                |
| 5     | Hinomaru Sumo                                                           | 失格人間ハイジ (Shikkaku ningen haiji)                                            |
| 6     | ReLIFE                                                                  | Monono ke sō no nīto-domo (ja)                                                    |
| 7     | GREEN WORLDZ                                                            | Musashi-kun to Murayama-san wa tsukiatte mita. (ja)                               |
| 8     | Helck (en)                                                              | ACARIA                                                                            |
| 9     | Chōeki 339-nen (ja)                                                     | Kafe chanto burēkutaimu (ja)                                                      |
| 10    | Kasane - La Voleuse de visage                                           | Starving Anonymous                                                                |
| 11    | Scum's Wish                                                             |                                                                                   |
| 12    | Orange                                                                  |                                                                                   |
| 13    | Ib insutantobaretto (ja)                                                |                                                                                   |
| 14    | Sweetness and Lightning (en)                                            |                                                                                   |
| 15    | Shishunki Bitter Change (en)                                            |                                                                                   |
| 16    | Himouto! Umaru-chan                                                     |                                                                                   |
| 17    | Takahashi-san ga kiite iru. (ja)                                        |                                                                                   |
| 18    | Last Hero Inuyashiki                                                    |                                                                                   |
| 19    | L'Ère des Cristaux                                                      |                                                                                   |
| 20    | Kuma miko (en)                                                          |                                                                                   |
| 2016  |                                                                         |                                                                                   |
| 1     | Sesuji o pin! To ~kadaka kyōgi dansu-bu e yōkoso~ (en)                  | Tomo-chan est une fille !                                                         |
| 2     | Freaky Girls                                                            | 腐女子のつづ井さん (Fujoshi no tsudzu Wakashi-san)                                |
| 3     | Gambling School                                                         | Asamade!! Tsutomu Takashi-chan!! (ja)                                             |
| 4     | Gloutons et Dragons                                                     | Joshi shōgakusei hajimemashita (ja)                                               |
| 5     | Golden Kamui                                                            | Love is Like a Cocktail (en)                                                      |
| 6     | Grand Blue                                                              | Science Fell in Love, So I Tried to Prove it                                      |
| 7     | Saike mata shite mo (en)                                                | My Girlfriend Is Too Much To Handle (en)                                          |
| 8     | Enban meizu (ja)                                                        | 飼い主獣人とペット女子高生 (Kainushi kemonohito to petto mesukōsei)               |
| 9     | Black Clover                                                            | It's My Life                                                                      |
| 10    | Après la pluie                                                          | Kuro                                                                              |
| 11    | Kuzu no honkai                                                          | 貧乳マイクロビキニーソ (Hin'nyū maikurobikinīso)                                  |
| 12    | This Art Club Has a Problem! (en)                                       | クソ漫画ぶくろ (Kuso manga bu kuro)                                               |
| 13    | Minuscule                                                               | ＃shin5 〜結婚しても恋してる〜 ( 1. Shin 5 〜kekkon shite mo koishiteru〜)        |
| 14    | Hitomi sensei no hoken-shitsu (en)                                      | ベルリンは鐘 (Berurin wa kane)                                                    |
| 15    | Takane & Hana (en)                                                      | Sākurukurasshu! (ja)                                                              |
| 16    | 水玉ハニーボーイ (Mizutama hanībōi)                                     |                                                                                   |
| 17    | Tsuki ni hoe ran nē (ja)                                                |                                                                                   |
| 18    | Quand Takagi me taquine                                                 |                                                                                   |
| 19    | Arte                                                                    |                                                                                   |
| 20    | Blue Thermal (en)                                                       |                                                                                   |
| 2017, |                                                                         |                                                                                   |
| 1     | Kaguya-sama: Love is War                                                | Life Lessons with Uramichi Oniisan (en)                                           |
| 2     | The Promised Neverland                                                  | Mōsō terepashī (ja)                                                               |
| 3     | Watashi no shōnen (en)                                                  | Blue Flag                                                                         |
| 4     | Bloom Into You                                                          | Satoko to Nada (ja)                                                               |
| 5     | Moi, quand je me réincarne en Slime                                     | Astra - Lost in Space                                                             |
| 6     | My Elder Sister (ja)                                                    | Science Fell in Love, So I Tried to Prove it                                      |
| 7     | Taisho Otome Fairy Tale (en)                                            | Yankīshota to otaku o nēsan (ja)                                                  |
| 8     | Komi cherche ses mots                                                   | La petite faiseuse de livres                                                      |
| 9     | Shinmai shimai no futari gohan (ja)                                     | Yūutsu-kun to sakyubasu-san (ja)                                                  |
| 10    | Dr. Stone                                                               | コミケ童話 (Komike dōwa)                                                          |
| 11    | Je la vois déjà en haut de l'affiche                                    | Akuma no Memumemu-chan (en)                                                       |
| 12    | Konda Teru no gōhō reshipi (ja)                                         | A-jū Tan (ja)                                                                     |
| 13    | Happy Sugar Life (en)                                                   | 性欲の強すぎる彼女に困ってます。 (Seiyoku no tsuyo sugiru kanojo ni komattemasu.) |
| 14    | Romio vs Juliet                                                         | うちの相方が腐なもんで。 (Uchi no aikata ga kusana mon de.)                       |
| 15    | Ani no yome to kurashite imasu. (ja)                                    | Kimōta, aidoru yaru tte yo (ja)                                                   |
| 16    | Sleepy Princess in the Demon Castle (en)                                | Interspecies Reviewers                                                            |
| 17    | Gunjō ni sairen (ja)                                                    | If It's for My Daughter, I'd Even Defeat a Demon Lord (en)                        |
| 18    | Kakushigoto                                                             | So I'm a Spider, So What?                                                         |
| 19    | Asobi asobase                                                           | だんしんち (Danshinchi)                                                           |
| 20    | L'Enfant et le Maudit                                                   | Bangyarūpu (ja)                                                                   |

### 2018 - 2020
Les titres en gras correspondent aux œuvres recevant le prix spécial U-NEXT.
| Rang   | Catégorie manga papier                                                                                               | Catégorie manga web                                                                                                 |
| 2018,  | 2018, | 2018, |
| ------ | --- | --- |
| 1      | Criminelles fiançailles (en)                                                                                         | My Senpai is Annoying                                                                                               |
| 2      | Dr. Stone | Le Chat qui rendait l'homme heureux (en)                                                                            |
| 3      | 錦田警部はどろぼうがお好き (Nishikita keibu wa dorobō ga o suki)                                                     | La Voie du tablier                                                                                                  |
| 4      | Artiste | ぶっカフェ! (Bukkafe!)                                                                                              |
| 5      | Act-Age | Onii-chan wa oshimai!                                                                                               |
| 6      | Jujutsu Kaisen | トリマニア (Torimania)                                                                                              |
| 7      | Koko wa ima kara rinri desu. (ja)                                                                                    | Chi to hai no joō (ja)                                                                                              |
| 8      | The Quintessential Quintuplets                                                                                       | Tsubasa-kun wa akanuketai no ni (ja)                                                                                |
| 9      | Shinema kon purekkusu! (ja)                                                                                          | ふしぎねこのきゅーちゃん (Fushigi neko no Kiyu-chan)                                                                |
| 10     | A Tropical Fish Yearns for Snow (en)                                                                                 | Uzaki-chan Wants to Hang Out!                                                                                       |
| 11     | Shōrai-teki ni shinde kure (ja)                                                                                      | Hell's Paradise |
| 12     | Shine | Promise Cinderella (en)                                                                                             |
| 13     | Kemono Incidents | Imadoki no wakai Mon wa (ja)                                                                                        |
| 14     | Aono-kun ni sawaritai kara shinitai (en)                                                                             | Sensei no ohitogata (ja)                                                                                            |
| 15     | Blue Period | Ken no ōkoku (ja)                                                                                                   |
| 16     | Senryū shōjo | Mukidashi no hakuchō (ja)                                                                                           |
| 17     | Yuri Is My Job! (en)                                                                                                 | Sewayaki kitsune no Senko-san (en)                                                                                  |
| 18     | Mattaku saikin no tantei to kitara (ja)                                                                              | BL Métamorphose |
| 19     | 1518! (en) | 男子高校生が魔法少女になる話 (Danshi kōkōsei ga mahō shōjo ni naru hanashi)                                         |
| 20     | この愛は、異端。 (Kono ai wa, itan.)                                                                                 | ムラサキ (Murasaki)                                                                                                 |
| 2019   | | |
| 1      | Les Carnets de l'apothicaire                                                                                         | Spy × Family |
| 2      | Chainsaw Man | Murai no koi (en)                                                                                                   |
| 3      | Phantom of the Idol (en)                                                                                             | Ma petite maitresse (ja)                                                                                            |
| 4      | My Next Life as a Villainess: All Routes Lead to Doom!                                                               | Megami kōrin (ja)                                                                                                   |
| 5      | Busu ni Hanataba wo. (ja)                                                                                            | The Dangers in My Heart                                                                                             |
| 6      | Sexy Cosplay Doll | Bōkyaku Battery (en)                                                                                                |
| 7      | Pseudo Harem | Atarashī jōshi wa dotennen (ja)                                                                                     |
| 8      | Bocchi the Rock! | Coma héroïque dans un autre monde                                                                                   |
| 9      | The Ride-On King (en)                                                                                                | Love Fragrance (en)                                                                                                 |
| 10     | Kojirase Hyakki domainā (ja)                                                                                         | Mieruko-chan : Slice of Horror                                                                                      |
| 11     | Tsuma, shōgakusei ni naru. (ja)                                                                                      | Zettai BL ni naru sekai VS zettai BL ni naritakunai otoko (en)                                                      |
| 12     | Suki na Ko ga Megane o Wasureta                                                                                      | The Ice Guy & The Cool Girl                                                                                         |
| 13     | Ano hito no i ni wa boku ga tarinai (ja)                                                                             | Tsukiatte agete mo ii ka na (en)                                                                                    |
| 14     | Tonikaku Kawaii: Fly Me to the Moon                                                                                  | Yankī-kun to shiro tsue gāru (en)                                                                                   |
| 15     | この愛は、異端。 (Kono ai wa, itan.)                                                                                 | The Yakuza's Guide to Babysitting (en)                                                                              |
| 16     | Sen nen kitsune 〜kanhō "sōjin-ki" yori〜 (ja)                                                                       | Kūru doji danshi (en)                                                                                               |
| 17     | Entre les lignes | やせっぽちとふとっちょ (Yaseppochi to futoccho)                                                                     |
| 18     | Boku-ra wa mahō shōnen (ja)                                                                                          | むとうとさとう (Mutō to satō)                                                                                       |
| 19     | やんちゃギャルの安城さん (Yancha gyaru no Anjō-san)                                                                  | あーとかうーしか言えない (Ā to ka wu shika ienai)                                                                   |
| 20     | Valkyrie Apocalypse                                                                                                  | Yōjo shachō (en) |
| 2020   | | |
| 1      | Undead Unluck | The Dangers in My Heart                                                                                             |
| 2      | Les 100 petites amies qui t'aiiiment à en mourir                                                                     | 'Tis Time for "Torture," Princess                                                                                   |
| 3      | À quoi tu joues, Ayumu ?!                                                                                            | ほむら先生はたぶんモテない (Homura-sensei wa Tabun Motenai)                                                         |
| 4      | From Bureaucrat to Villainess : Papa s'est réincarné !                                                               | 2.5 Dimensional Seduction                                                                                           |
| 5      | Bukiyō na senpai. (ja)                                                                                               | Shikimori n'est pas juste mignonne                                                                                  |
| 6      | Agravity Boys | Jii-san baa-san wakagaeru (ja)                                                                                      |
| 7      | Call of the Night | 通りがかりにワンポイントアドバイスしていくタイプのヤンキー (Tōrigakari ni one point advice shiteiku type no yankee) |
| 8      | 声がだせない少女は「彼女が優しすぎる」と思っている (Koe ga dasenai shо̄jo wa "kanojo ga yasashisugiru" to omotte iru) | My Happy Marriage                                                                                                   |
| 9      | The Maid I Hired Recently Is Mysterious (en)                                                                         | Mon histoire d'amour avec Yamada à Lv999                                                                            |
| 10     | 只野工業高校の日常 (Tadano kōgyō kōkō no nichijō)                                                                    | 妹の友達が何考えてるのかわからない (Imōto no tomodachi ga nan kangaeteru no ka wakaranai)                           |
| 11     | Mashle | My Tiny Senpai |
| 12     | お近づきになりたい宮膳さん (O chikazuki ni naritai kyū zen-san)                                                      | Romantic Killer |
| 13     | Mitama Security (en)                                                                                                 | Purinta nia. Nippon (ja)                                                                                            |
| 14     | A Couple of Cuckoos                                                                                                  | 純情戦隊ヴァージニアス (Junjō sentai Bājinia su)                                                                    |
| 15     | My Wife Has No Emotion                                                                                               | やまとは恋のまほろば (Yama to wa koi no mahoroba)                                                                   |
| 16     | すべての人類を破壊する。それらは再生できない。 (Yama to wa koi no mahoroba)                                          | 空気が「読める」新入社員と無愛想な先輩 (Subete no jinrui o hakai suru. sore-ra wa saisei dekinai.)                  |
| 17     | ゆびさきと恋々 (Yubisaki to renren)                                                                                  | Double (en) |
| 18     | Whispering you a love Song (en)                                                                                      | デキる猫は今日も憂鬱 (Dekiru neko wa kyō mo yūutsu)                                                                 |
| 19     | Kubo Won't Let Me Be Invisible                                                                                       | Reincarnated as a Pretty Fantasy Girl                                                                               |
| 20     | Dead Mount Death Play                                                                                                | À l'image de Mona Lisa… (ja)                                                                                        |
| U-NEXT | Pour le pire | Ya Boy Kongming! |

### 2021 - 2024
Les titres en gras correspondent aux œuvres recevant le prix spécial U-NEXT. Les titres soulignés correspondent aux œuvres recevant le prix spécial international.
| Rang        | Catégorie manga papier | Catégorie manga web |
| 2021        | 2021 | 2021 |
| ----------- | --- | --- |
| 1           | Oshi no ko | Kaiju no 8 |
| 2           | Uma Musume Pretty Derby | Dandadan |
| 3           | Frieren | My Crossdressing Crush (en) |
| 4           | Onna no sono no hoshi | Mon histoire d'amour avec Yamada à Lv999 |
| 5           | Shangri-La Frontier | Ura baito: tōbō kinshi (ja) |
| 6           | The Elusive Samurai | Hyperinflation (ja) |
| 7           | Kubo Won't Let Me Be Invisible | いびってこない義母と義姉 (Ibitte konai gibo to gishi) |
| 8           | Blue Box | 転生したら第七王子だったので、気ままに魔術を極めます (Tensei shitara dai nana ōji datta node, kimama ni majutsu o kiwamemasu) |
| 9           | Sakamoto Days | Gaming ojō-sama (ja) |
| 10          | Chi : chikyū no undō ni tsuite (en)                                                                                                  | Ninja to gokudō (ja) |
| 11          | Boy's Abyss | 川尻こだまのただれた生活 (Kawajiri Kodama no tadareta seikatsu) |
| 12          | Witch Watch | 作りたい女と食べたい女 (Tsukuritai onna to tabetai onna) |
| 13          | Me & Roboco | Ushiro no shōmen Kamui-san (ja) |
| 14          | Ton visage au clair de lune (en) | Kamonohashi Ron no kindan suiri |
| 15          | Magu-chan: God of Destruction | Gōkon ni ittara onna ga inakatta hanashi (ja) |
| 16          | Medalist | Joshiryoku takame na Shishihara-kun (ja) |
| 17          | I'm in Love with the Villainess | Diamond in the Rough |
| 18          | 総理倶楽部 (Sōri Club) | 転生貴族、鑑定スキルで成り上がる 〜弱小領地を受け継いだので、優秀な人材を増やしていたら、最強領地になってた〜 (Tensei kizoku, kantei sukiru de nariagaru 〜 jakushō ryōchi o uketsuidanode, yūshūna jinzai o fuyashite itara, saikyō ryōchi ni natteta 〜) |
| 19          | ふたりエスケープ (Futari Escape) | 氷の城壁 (Kōri no jōheki) |
| 20          | 琥珀の夢で酔いましょう (Kohaku no yume de yoimashou)                                                                                 | Wind Breaker |
| Prix UGC    | | 魔法使いリィンの幸せな結婚 (Mahō tsukai Ryin no shiawasena kekkon) |
| 2022,       | | |
| 1           | Medalist | Sūpā no ura de yani suu futari (en) |
| 2           | Witch Watch | Seihantai na kimi to boku |
| 3           | Akane-banashi | Magilumiere Co. Ltd. |
| 4           | Sous la pluie avec toi | Puniru wa kawaī slime (ja) |
| 5           | PPPPPP | Ramen Akaneko |
| 6           | My Wife Has No Emotion | 薫る花は凛と咲く (Kaoru hana wa rin to saku) |
| 7           | ふつつかな悪女ではございますが 〜雛宮蝶鼠とりかえ伝〜 (Futsutsuka na akujo de wa gozaimasu ga 〜 Hina miya chō nezumi torikaeden 〜) | Gōkon ni ittara onna ga inakatta hanashi (ja) |
| 8           | I'm in Love with the Villainess | Marriagetoxin (en) |
| 9           | Koukousei kazoku (en) | Exorcist wo otosenai (en) |
| 10          | 白山と三田さん (Haku-san to Mita-san)                                                                                                | ゴダイゴダイゴ (Go die go die go) |
| 11          | 多聞くん今どっち!? (Tamon-kun ima dotchi!?)                                                                                          | The Summer Hikaru Died |
| 12          | すだちの魔王城 (Sudachi no maōjō) | ニセモノの錬金術師 (Nisemono no renkinjutsu-shi) |
| 13          | Gachiakuta | 作りたい女と食べたい女 (Tsukuritai onna to tabetai onna) |
| 14          | Dai Dark | 令和のダラさん (Ryō wa no darasan) |
| 15          | 帝乃三姉妹は案外、チョロい。 (Mikadono sanshimai wa angai, choroi.)                                                                  | Debby the corsifa wa makezugirai (en) |
| 16          | これ描いて死ね (Kore egaite shine)                                                                                                   | Anten-sama no hara no uchi (ja) |
| 17          | 琥珀の夢で酔いましょう (Kohaku no yume de yoimashou)                                                                                 | Nihon mikuni (ja) |
| 18          | クジマ歌えば家ほろろ (Kujima utaeba ie horo ro)                                                                                      | 異剣戦記ヴェルンディオ (Iken senki Vuerundio) |
| 19          | ふたりエスケープ (Futari Escape) | くちべた食堂 (Kuchi beta shokudō) |
| 20          | Black Channel (ja) | 悪役令嬢の中の人〜断罪された転生者のため嘘つきヒロインに復讐いたします〜 (Akuyaku reijō no naka no hito 〜 danzai sa reta tensei-sha no tame usotsuki hiroin ni fukushū itashimasu 〜)                                                                     |
| Prix U-Next | | Thank You, Isekai! (ja) |
| 2023        | | |
| 1           | Les Allumés du conseil ! | She Wasn't a Guy |
| 2           | Tsugai - Daemons of the Shadow Realm                                                                                                 | Neko ni Tensei Shita Oji-san |
| 3           | The Ichinose Family's Deadly Sins | Kindergarten Wars |
| 4           | Cipher Academy | Wakeari Shinrei Mansion |
| 5           | Sudachi no Maōjō (en) | Omae, Tanuki ni Naranē ka? (en) |
| 6           | Tamon's B-Side (en) | Gōmon Baito-kun no Nichijō |
| 7           | Diamond no Kōzai (en) | Hōkago Himitsu Club |
| 8           | Mikadono Sanshimai wa Angai, Choroi (en)                                                                                             | After God |
| 9           | Gokurakugai | Akuyaku Reijou no Naka no Hito |
| 10          | Asoko de Hataraku Musubu-san (en) | Ban-Ō |
| 11          | BLESS | Kuchibetashokudo |
| 12          | Yanineko | Hepburn: Aishiteru Gēmu O Owara Setai (en) |
| 13          | Ryū to Chameleon | Katainaka no Ossan, Kensei ni Naru (en) |
| 14          | The Magical Revolution of the Reincarnated Princess and the Genius Young Lady                                                        | Reiwa no Dara-san |
| 15          | Spring Storm and Monster | Konogomi o Nantoyobu |
| 16          | Tsukiizurugai no Hitobito | Nijisanji |
| 17          | Kanan-sama wa Akumade Choroi | Isekai Samurai |
| 18          | Heiwa no Kuni no Shimazaki e | Jirai nandesu ka? Chihara-san |
| 19          | Last Karte: Hōjūigakusha Tōma Kenshō no Kioku                                                                                        | Yuri ni Hasamaru Otoko wa Shineba Ii?! (ja) |
| 20          | Dinosaur Sanctuary | Fundari, Kettari, Aishitari |
| 2024,       | | |
| 1           | Kagurabachi | Girl Meets Rock! |
| 2           | Welcome to Demon School! Iruma-kun if Episode of Mafia                                                                               | Ruri Dragon |
| 3           | Tsumiki Ogami's Not-So-Ordinary Life (ja)                                                                                            | Vtuber Kusamura Shigemi |
| 4           | Dogsred (en) | Hope You're Happy, Lemon |
| 5           | Cosmos | Sachi's Records: Sachi's Book of Revelation ' |
| 6           | Super Psychic Policeman Chojo (ja)                                                                                                   | The Reason Why She Loves a Jerk |
| 7           | Nue's Exorcist (ja) | Centuria |
| 8           | Noa-senpai wa Tomodachi (en) | I Love Dokagui! Mochizuki-san |
| 9           | Fall in Love, You False Angels (ja)                                                                                                  | Star: Strike It Rich (en) |
| 10          | Kill Blue | 'Firefly Wedding (en) |
| 11          | Haru no arashi to monsutā | Dekai wa chi |
| 12          | Nezumi no hatsukoi (ja) | The Idolmaster Shiny Colors: Jimuteki Shinography (ja) |
| 13          | Yani Neko (ja) | Nenrei o sashō shi teru Vtuber |
| 14          | Mayonaka Hāto Chūn (ja) | Isekai Samurai (ja) |
| 15          | Versus | Ningen no kaikata |
| 16          | Gurīngurīngurīnzu | Miseban no supisu |
| 17          | Robō no Fujii (en) | Aa, tanuki wa mō damedesu |
| 18          | Noraneko to ōkami | Kaisha to shiseikatsu - ontoofu - |
| 19          | Phantom Busters | Ki ~yatapi rando |
| 20          | Kyokutō nekuromansu | Aitsu no Kanojo (en) |